# كريس برونو
كريس برونو (بالإنجليزية: Chris Bruno)‏ هو ممثل أمريكي، ولد في 15 مارس 1966 في الولايات المتحدة.

## أعمال

### أفلام
- (2009)  التفكك النهائي

### مسلسلات
- المربية
- جاغ
- عالم آخر
- كاسل

## وصلات خارجية
- كريس برونو على موقع IMDb (الإنجليزية)
- كريس برونو على موقع ألو سيني (الفرنسية)
- كريس برونو على موقع أول موفي (الإنجليزية)
- كريس برونو على موقع قاعدة بيانات الأفلام السويدية (السويدية)
- كريس برونو على موقع قاعدة بيانات الفيلم (الإنجليزية)
- كريس برونو على موقع كينوبويسك (الروسية)